# Flexible manufacturing system

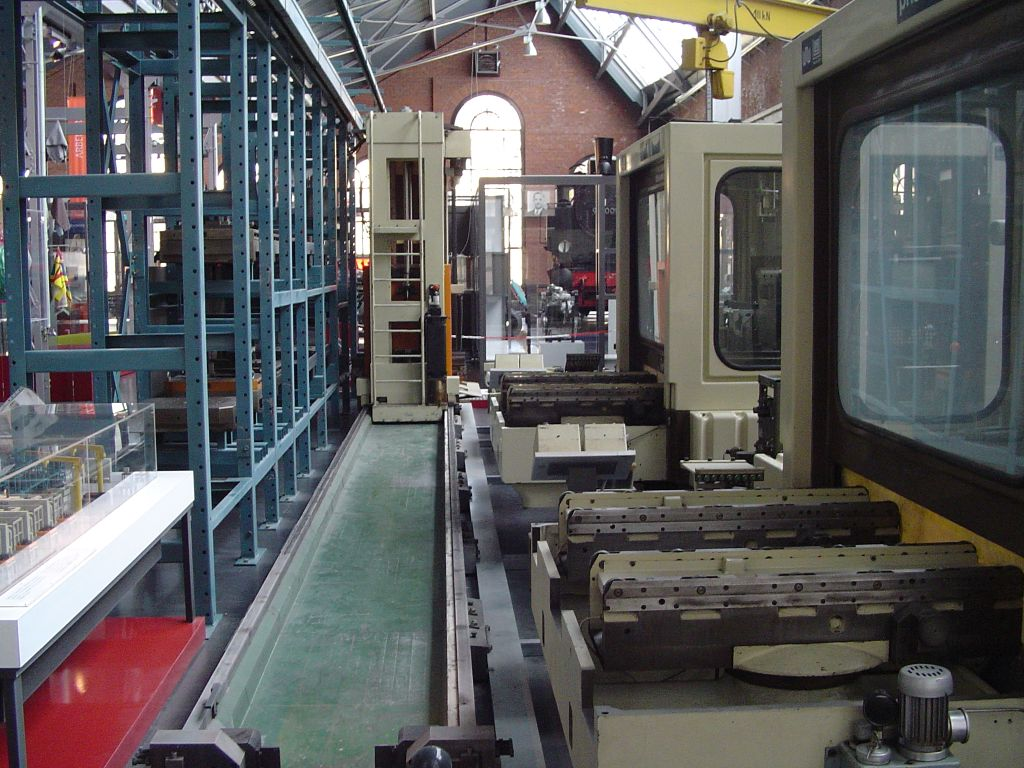
Esempio di FMS: si nota il sistema di trasporto, detto buffer.

Un sistema di produzione flessibile (FMS) è un sistema di produzione dotato della capacità di realizzare per via automatica prodotti differenti.

## Diffusione dell'automazione flessibile
La diffusione della automazione flessibile è stata favorita dalla espansione/ristrutturazione dell'economia mondiale negli anni settanta (catalizzatore macroeconomico). La crisi petrolifera di quegli anni ha portato dei cambiamenti radicali nello sviluppo dei mercati, che sono diventati “turbolenti”. Nasce la necessità di adattarsi alla mutata situazione economica, dotandosi di strutture caratterizzate da una molto maggiore flessibilità (flessibilità strategica).
L'automazione flessibile è in grado di mantenere produzioni competitive per famiglie abbastanza ampie di prodotti. Con volumi di produzione medio-bassi, indipendentemente dal progetto, dalla domanda, da cambiamenti del mix produttivo e da guasti delle macchine o degli utensili. Ciò è possibile inserendo nell'impianto opportune ridondanze che rendono facile l'adattamento del sistema produttivo all'affacciarsi di nuove richieste del mercato. Le FMS trovano quindi spazio in economie di scopo e non in economie di scala.
L'automazione flessibile si può considerare come il risultato di una convergenza tecnologica tra alcuni elementi innovativi fondamentali come lo sviluppo della microelettronica, della tecnologia informatica e dell'innovazione delle macchine utensili (CN e CNC).

## Caratteristiche degli FMS
Gli aspetti produttivi più rilevanti degli FMS sono:
- possibilità di funzionamento in condizioni degradate (malfunzionamento, guasto), adattamento del ciclo di lavorazione quando un componente è fuori uso, cambio routing del processo anche se ciò presuppone la stesura di cicli di lavorazione alternativi e la non esistenza di macchine dedicate nonché la possibilità di dirottare i part program, gli utensili ed i pezzi alla stazione sostitutiva;
- possibilità di gestire in parallelo la riorganizzazione della sequenza delle operazioni produttive a fronte di cambiamenti improvvisi. Dunque se cambia la domanda cioè se cambia un lotto di produzione, la linea non si ferma, non si deve resettare tutto il sistema: con gli FMS si riduce moltissimo il tempo di setup in quanto lo si fa mentre il sistema continua a lavorare;
- funzionamento a ciclo continuo dopo la programmazione delle macchine ed i necessari approvvigionamenti (dunque sono molto importanti i magazzini);
- tasso di saturazione dell'impianto produttivo molto elevato (è più che altro un auspicio quello di sfruttare al massimo le risorse su cui si è investito). Valeva all'epoca e soprattutto per le linee flessibili;
- possibilità di lavorare in maniera automatica e contemporaneamente parti differenti. Il vantaggio rispetto all'organizzazione per reparti è produrre parti differenti ma con efficienza molto elevata (nell'organizzazione per reparti si hanno grossi tempi di trasporto, logistica, attesa. Arrivano quasi al 95% e solo il 5% del tempo totale è di lavorazione effettiva);
- diminuzione del lead time cioè del tempo impiegato dal materiale ad entrare dal magazzino grezzi ed uscire dal magazzino finiti. Questo tempo considera anche l'approvvigionamento del materiale nella sua accezione più vasta;
- aumento della vita utile dell'impianto. È un concetto controverso: se il mix di prodotti varia non si butta via l'impianto perché le macchine non sono ultra specializzate ed il sistema è, appunto, flessibile; però su tempi molto lunghi ciò non è vero perché c'è l'invecchiamento tecnologico (soprattutto informatico) che impone un dietrofront dell'impianto;
- qualità più elevata e costante nelle lavorazioni svolte.

## Classificazione dei sistemi FMS
In base alle sistemazioni delle M.U a C.N. si possono individuare le seguenti classi:
- moduli di produzione flessibile;
- celle di produzione flessibile (poche M.U. connesse da un sistema di trasporto pezzi);
- gruppi di produzione flessibile;
- sistemi di produzione flessibile;
- linee di produzione flessibile (sono intermedi tra i sistemi di produzione flessibile e le linee e trasferta, è meno flessibile delle soluzioni precedenti ma più della linea a trasferta; va bene per pochi prodotti della stessa famiglia da realizzare contemporaneamente).

## Componenti di un FMS
Un FMS è un sistema di produzione intermedio tra la produzione per reparti e la produzione per linee dedicate. Elevata flessibilità per tipologie di parti e sequenze di lavorazione; flusso di materiali totalmente automatizzato con limitato intervento umano. Un FMS realizza una gestione integrata del flusso di materiali e delle informazioni necessarie a realizzare la produzione (routing, part program,…).
Il flusso integrato dei materiali è realizzato con macchine operatrici programmabili e con sottosistemi di trasporto e manipolazione; e con la presenza di un calcolatore centrale che controlla e coordina i dispositivi di governo delle macchine operatrici.
Ogni FMS si può pensare costituito da sei sottosistemi:
- di gestione: dotato di un elaboratore centrale di governo
- di pianificazione: capace di classificare i prodotti in famiglie per la selezione delle lavorazioni
- di fabbricazione: capace di produrre famiglie abbastanza ampie di prodotti
- di assemblaggio: capace di riconoscere e manipolare famiglie abbastanza ampie di prodotti
- di trasporto: capace di trasportare le materie prime, i pezzi in lavorazione e i prodotti finiti tra le macchine e i magazzini
- di immagazzinamento: capace di contenere le materie prime, i pezzi in attesa di lavorazione e i prodotti finiti

Affinché possano essere utilizzati in un FMS, i componenti devono avere determinate caratteristiche di modularità che li rendano compatibili tra loro:
- MACCHINA A CONTROLLO NUMERICO: i cicli di lavorazione vengono svolti su macchine operatrici a C.N o a C.N adattativo;
- MAGAZZINO INTERMEDIO: consente il deposito dei pezzi in attesa di lavorazione;
- DISPOSITIVO PER IL CAMBIO UTENSILE: le stazioni di lavoro dispongono di attrezzature per il cambio automatico degli utensili;
- DISPOSITIVO PER IL CAMBIO DEL PEZZO MONTATO SU PALLET: consente il passaggio dei pezzi dalla stazione di lavoro al mezzo di trasporto automatizzato.

Il contributo dell'operatore umano si riduce ad aspetti di controllo ma non più operativi:
- preparazione del lavoro (decidere cosa fare e quando);
- elaborazione del programma di produzione;
- approvvigionamento dei materiali, degli utensili e delle attrezzature necessarie;
- sorveglianza e manutenzione del sistema (intervento in caso di guasti) [1].

## Flessibilità dei sistemi FMS
Per misurare la flessibilità degli FMS è opportuno considerare i seguenti fattori che influenzano le prestazioni del sistema:
- flessibilità del modulo di produzione (numero di parti diverse che possono essere lavorate);
- flessibilità del sistema di movimentazione dei materiali (capacità di maneggiare un certo numero di parti differenti in forma, peso e numero);
- flessibilità del sistema informatico (adattabilità ai cambiamenti nelle varie funzioni. L'FMS viene progettato a seconda della tecnologia informatica del momento e questo rappresenta un punto vulnerabile e di forza allo stesso tempo);
- flessibilità dell'organizzazione del sistema;
- flessibilità di lavorazione (famiglie di parti possono essere lavorate);
- flessibilità di programmazione operativa (come ciclo assegnato ad una macchina o ad un'altra, il cosiddetto routing è importante perché rappresenta l'indice di tolleranza al guasto cioè indica se si riesce a continuare a lavorare in caso di guasto);
- flessibilità di breve termine (ha incidenza sui costi delle variazioni apportate al programma di produzione. Occorre capire per quanto tempo si deve congelare un piano di produzione, o se lo si deve bloccare prima di cambiare produzione. si può passare da pochi giorni a 15 giorni di piano di congelamento);
- flessibilità di lungo termine (incide sui costi di sistema dovuti ai cambiamenti del programma di produzione).